# Itsuki Koizumi
Itsuki Koizumi (古泉 一樹?, Koizumi Itsuki) è un personaggio della serie di light novel La malinconia di Haruhi Suzumiya di Nagaru Tanigawa e del manga e dell'anime da essa tratti. È doppiato in originale da Daisuke Ono, mentre la voce italiana è di Leonardo Graziano.

## Biografia
Itsuki è uno studente sempre sorridente ed educato, pronto ad aiutare il prossimo, molto ammirato dai compagni e desiderato dalle ragazze. Trasferitosi nella scuola di Kyon e Haruhi, ma in un'altra classe, quest'ultima lo invita ad unirsi alla Brigata SOS perché convinta che uno studente trasferitosi pochi mesi dopo l'inizio della scuola nasconda un mistero. In realtà l'aspetto di studente modello è una copertura per la sua vera identità, rivelata a Kyon, di un membro dell'organizzazione chiamata semplicemente l'"Organizzazione" (機関?, kikan). Essa è formata da soggetti dotati di poteri di percezione extrasensoriale, detti "esper" il cui compito è di proteggere l'umanità dagli "uomini divini" (神人?, shinjin), creature di luce create dall'instabilità emotiva di Haruhi Suzumiya, che si trovano negli "spazi chiusi". Essi sono degli altri universi creati da Haruhi inconsapevolmente, simili a parti di quello in cui viviamo, con un muro invisibile oltre il quale non si può andare, anche se si vede quello che c'è al di là. Questi universi rischierebbero di sostituire il nostro se Haruhi non fosse distratta e resa felice. Gli "uomini divini" sono le stesse frustrazioni di Haruhi, ed ogni "spazio chiuso" corrisponde ad uno spazio della sua mente in cui vengono rinchiusi questi pensieri.
Tuttavia, più di Itsuki sembra essere Kyon a mantenere stabile l'emotività della ragazza, per cui l'agente è piuttosto grato nei confronti di Kyon, che al contrario è spesso seccato dal costante sorriso finto di Itsuki. Non solo: più che degli altri membri della Brigata SOS, Kyon sospetta che Itsuki possa avere dei propri obiettivi e non ha completa fiducia nei suoi confronti.
I suoi poteri di lotta contro gli "uomini divini" sono stati mostrati soltanto in un episodio, quando i membri delle Brigata SOS sono rimasti intrappolati in uno "spazio chiuso", e Itsuki ha combattuto gli "uomini divini" utilizzando due suoi attacchi: "Fumoffu" e "Second Raid", entrambi riferimenti all'anime Full Metal Panic!. La capacità di entrare negli spazi chiusi viene invece rivelata a Kyon con delle prove fin da quando Ituski rivela che Haruhi è una divinità: lo stesso Kyon viene portato in uno "spazio chiuso".
La teoria dell'Organizzazione relativamente ad Haruhi Suzumiya è considerarla una divinità. Apparentemente molte delle domande sulla vera natura della ragazza sono di natura filosofica e non rappresentano necessariamente ciò in cui lui crede. Itsuki inoltre rivela che l'Organizzazione  è spesso in conflitto con altre fazioni, alcune delle quali ancora non si sono mostrate. Per esempio sospetta che Mikuru Asahina sia stata scelta per la sua bellezza e la sua abilità di sedurre Kyon, allo scopo di prendere il controllo delle dinamiche della Brigata SOS, benché in seguito Itsuki stesso rivelerà la falsità di questa affermazione.
Ne Lo spavento di Haruhi Suzumiya, Kyōko Tachibana rivela a Kyon che Koizumi è il capo e fondatore dell'"Organizzazione", ma Koizumi stesso afferma che non c'è un capo e tutti sono alla pari.

## Accoglienza
Nel 2016, il sito web Charapedia ha indetto un sondaggio riguardante i migliori studenti trasferiti degli anime e Itsuki si è classificato al terzo posto, con 431 voti.